# Вешторд, Ирина Зеноновна
Ирина Зеноновна Вешторд (бел. Ірына Зянонаўна Вештард; род. 17 марта 1953, д. Богуши, Сморгонский район, Гродненская область) — белорусский политик. Бывшая председатель Белорусской социал-демократической партии (Грамада).

## Биография
Окончила БГУ по специальности химия. Работала учительницей Каменской средней школы Логойского района и СШ № 3 города Сморгонь, была инспектором школ Сморгони.
В 1991 году вступила в Белорусскую социал-демократическую партию и долгие годы была партийным функционером. С 2009 года председатель Гродненской областной партийной организации, с октября 2010 года — заместитель председателя партии, с июня 2011 возглавляла БСДП (Грамада). В 1992-2007 гг. была депутатом Сморгонского районного совета депутатов.
Проживает в городе Сморгонь.